# (4451) Grieve
(4451) Grieve es un asteroide perteneciente al grupo de los asteroides que cruzan la órbita de Marte descubierto por Carolyn Jean S. Shoemaker el 9 de mayo de 1988 desde el observatorio del Monte Palomar, Estados Unidos.

## Designación y nombre
Grieve fue designado al principio como 1988 JJ.
Más tarde, en 1991, se nombró en honor del geólogo canadiense Richard Grieve.

## Características orbitales
Grieve está situado a una distancia media del Sol de 2,603 ua, pudiendo alejarse hasta 3,607 ua y acercarse hasta 1,599 ua. Tiene una inclinación orbital de 27,76 grados y una excentricidad de 0,3855. Emplea 1534 días en completar una órbita alrededor del Sol.

## Características físicas
La magnitud absoluta de Grieve es 12 y el periodo de rotación de 6,864 horas. Está asignado al tipo espectral S de la clasificación SMASSII.